# Варденафіл
Варденафіл (МНН: Vardenafil) — це інгібітор ФДЕ5, який використовується для лікування еректильної дисфункції.

## Історія
Варденафіл спільно продавався Bayer Pharmaceuticals, GlaxoSmithKline та Schering-Plough під торговельною назвою Levitra. Станом на 2005 рік права спільного просування GSK на Levitra були повернуті Bayer на багатьох ринках за межами США. В Італії Bayer продає варденафіл як Levitra, а GSK продає його як Vivanza. Таким чином, через правила торгівлі Європейського Союзу, паралельний імпорт може призвести до того, що Vivanza буде продаватися поруч із Levitra в ЄС.
Форма оральна, що розщеплюється, продається як Staxyn та Levitra Soft, отримала схвалення в таких країнах, як Сполучені Штати та Канада.

## Медичне застосування
Показання та протипоказання до застосування Варденафілу такі ж, як і для інших інгібіторів ФДЕ5; він тісно пов'язаний за функцією з цитратом силденафілу (Віагра) і тадалафілом (Сіаліс). Різниця між молекулою варденафілу та цитратом силденафілу полягає в положенні атома азоту та заміні метильної групи піперазинового кільця силденафілу на етилову групу. Тадалафіл структурно відрізняється від силденафілу та варденафілу. Час дії варденафілу відносно короткий, але у порівнянні з силденафілом — дещо довший. Варденафіл також не впливає на ФДЕ6, що означає, що він не має негативних ефектів для зору.
Крім показань для еректильної дисфункції, варденафіл може бути ефективним у лікуванні передчасної еякуляції, де він може значно збільшити час від проникнення до еякуляції.

## Протипокази
- підвищена чутливість до варденафілу або до будь-якого з допоміжних компонентів ЛЗ
- одночасне застосування з нітратами або донаторами оксиду азоту (амілнітритом) у будь-якій формі; з потужними інгібіторами CYP3A4 (кетоконазол та ітраконазол (per os форми)) чоловікам віком від 75 років; з інгібіторами ВІЛ-протеаз (індинавір, ритонавір); одночасне застосування інгібіторів ФДЕ5, включаючи варденафіл, та стимуляторів гуанілатциклази, таких як ріоцигуат[en], протипоказане оскільки може призвести до симптоматичної гіпотензії
- пацієнтам з втратою зору на одне око внаслідок неартеріальної передньої ішемічної невропатії зорового нерва (NAION) незалежно від того, чи є вона наслідком попереднього впливу ФДЕ5; при спадкових дегенеративних захворюваннях сітківки ока (пігментний ретиніт)
- хворим: із тяжкими порушеннями функцій печінки (клас С за класифікацією Чайлда-П'ю), при захворюваннях нирок у термінальній стадії (коли необхідний ГД), при артеріальній гіпотензії (АТ менше 90/50 мм.рт.ст.)
- після перенесеного інсульту або ІМ (впродовж останніх 6 міс.)
- пацієнтам з тяжкими серцево-судинними захворюваннями — нестабільна стенокардія або тяжка СН (ІІІ або IV класу за класифікацією Нью-Йоркської кардіологічної асоціації)[1]

## Побічні реакції
Поширені побічні реакції на ліки (побічні ефекти) такі ж, як і при застосуванні інших інгібіторів ФДЕ5. Частим побічним ефектом, специфічним для варденафілу, є нудота; нечастими побічними ефектами є біль у животі, біль у спині, світлочутливість, аномальні візулізації, біль в очах, набряк обличчя, гіпотензія, серцебиття, тахікардія, артралгія, міалгія, висип, свербіж та пріапізм.
Одним, можливо, серйозним, але рідкісним побічним ефектом варденафілу є серцевий напад. Крім того, у рідкісних випадках застосування варденафілу може викликати пріапізм, дуже хворобливий стан, який може спричинити імпотенцію, якщо його не лікувати.
18 жовтня 2007 року FDA оголосило, що до етикеток варденафілу та інших інгібіторів ФДЕ5 буде додано попередження про можливу глухоту (раптову втрату слуху).

## Взаємодії

Варденафіл 4 таблетки по 20 мг у блістері

Варденафіл, як і всі інгібітори ФДЕ5, не слід застосовувати людям, які приймають нітрати, оскільки їх поєднання з варденафілом може спровокувати потенційно небезпечну для життя гіпотензію (низький артеріальний тиск).
Крім того, варденафіл викликає подовження інтервалу QT. Тому його не слід приймати людям, які приймають інші ліки, які впливають на інтервал QT (наприклад, аміодарон).

## Дозовані форми

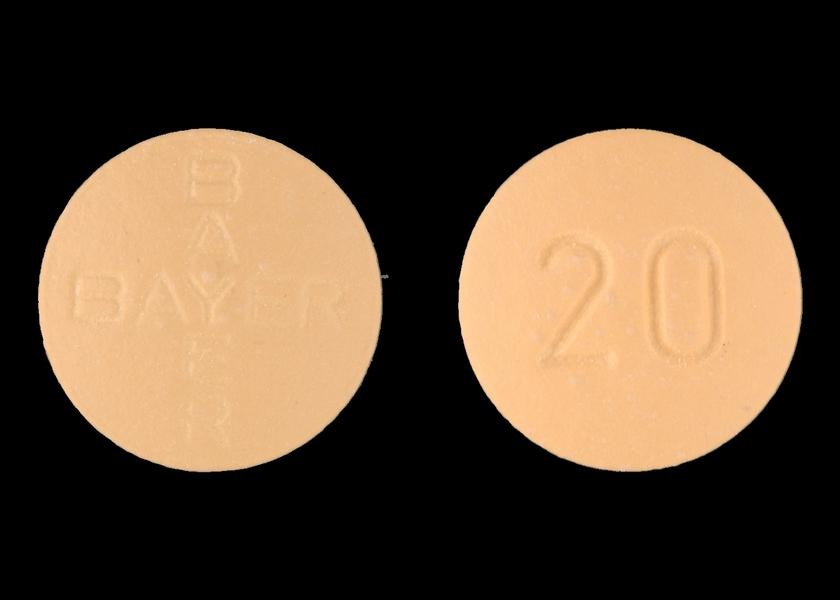
Левітра пероральна таблетка 20 мг

Він доступний у круглих помаранчевих таблетках, дозами: 2.5 мг, 5 мг, 10 мг і 20 мг. Звичайна початкова доза становить 10 мг (приблизно еквівалентно 50 мг силденафілу). Варденафіл слід приймати за 1-2 години до статевого акту з максимальною частотою приймання 1 раз на добу. На деяких територіях, наприклад у Великій Британії, можуть бути доступні лише певні дози.
Варденафіл також доступний під назвою Staxyn у вигляді таблетки, яка розчиняється на язиці, а не ковтається у формі пігулки.

## Домішувані добавки
USFDA виявило варденафіл та інші синтетичні інгібітори ФДЕ5 у численних продуктах, які продаються як «трав'яні» добавки або «повністю натуральні» продукти для поліпшення стану чоловіків.

## Синоніми
Левітра (Levitra), Стаксин (Staxyn), Vivanza, Nuviva